# Pedro Aguilar
Pedro Aguilar (* 21. Juli 1960 in Madrid) ist ein ehemaliger spanischer Fußballspieler.

## Werdegang
Der Mittelfeldspieler Pedro Aguilar wuchs in Spanien auf und zog später mit seiner Familie ins Ruhrgebiet. Als Jugendlicher spielte er für den FC Schalke 04, bevor er als Erwachsener in die Amateurmannschaft aufrückte. Im Sommer 1982 wechselte Aguilar zum TuS Schloß Neuhaus aus Paderborn, der gerade in die 2. Bundesliga aufgestiegen war. Er gab sein Zweitligadebüt am 7. August 1982 bei der 0:2-Niederlage der Neuhäuser gegen den SV Waldhof Mannheim. Am Saisonende stieg Aguilar mit seiner Mannschaft wieder in die Oberliga Westfalen ab und verpasste zweimal den Wiederaufstieg. Im Sommer 1985 wechselte Aguilar dann zum KSV Hessen Kassel, mit dem er 1987 aus der 2. Bundesliga abstieg. Pedro Aguilar absolvierte 90 Zweitligaspiele, in denen er sechs Tore erzielte. Davon entfallen 27 Spiele und zwei Tore auf Schloß Neuhaus sowie 63 Spiele und vier Tore auf Kassel.